# Dolní Újezd (powiat Svitavy)
Dolní Újezd – gmina w Czechach, w powiecie Svitavy, w kraju pardubickim. Według danych z dnia 1 stycznia 2014 liczyła 1 983 mieszkańców.